# Kimjongilia
La kimjongilia és una flor que porta el nom del difunt líder nord-coreà Kim Jong-il. És un cultivar híbrid de begònia tuberosa, registrada com Begonia × tuberhybrida 'Kimjongilhwa'. Quan Kim Jong-il va morir el desembre del 2011 la flor va ser utilitzada per a adornar el seu cadàver per a la seva exhibició pública. Malgrat el seu nom, la kimjongilia no és la flor nacional de Corea del Nord, que és la Magnolia sieboldii. Una altra flor venerada nacionalment és la Kimilsungia, una orquídia cultivar anomenada així en honor del pare i predecessor de Kim Jong-il, Kim Il-sung. Les flors poden veure's per la major part de Pyongyang i la resta de Corea del Nord com a representació de la immortalitat del líder i el seu pensament.

## Història
Per commemorar el 46è aniversari de Kim Jong-il el 1988, el botànic japonès Kamo Mototeru va conrear una nova begònia perenne anomenada "kimjongilia" (literalment "Flor de Kim Jong-il"), representant a la causa revolucionària Juche. La flor va ser presentada com un "símbol de l'amistat entre Corea i Japó". La flor simbolitza la saviesa, l'amor, la justícia i la pau. Està dissenyada per a florir cada any en l'aniversari de Kim Jong-il, el 16 de febrer.

## Cultura popular
Hi ha una cançó escrita per diversos compositors nord-coreans que parla de la kimjongilia. L'any 2009 va estrenar-se un documental coproduït pels EUA, França i Corea del Sud sobre la situació dels drets humans a Corea del Nord. El documental entrevistava diferents refugiats nord-coreans en països estrangers i fou nominat al Gran Premi del Jurat del Festival de Sundance de l'any 2009. Al llarg de l'any es realitzen diferents festivals i exhibicions de flors, entre les quals destaquen les de kimjongilies i kimilsungies. En un sol festival s'han arribat a presentar més de 30.000 flors de kimjongilia.

## Galeria

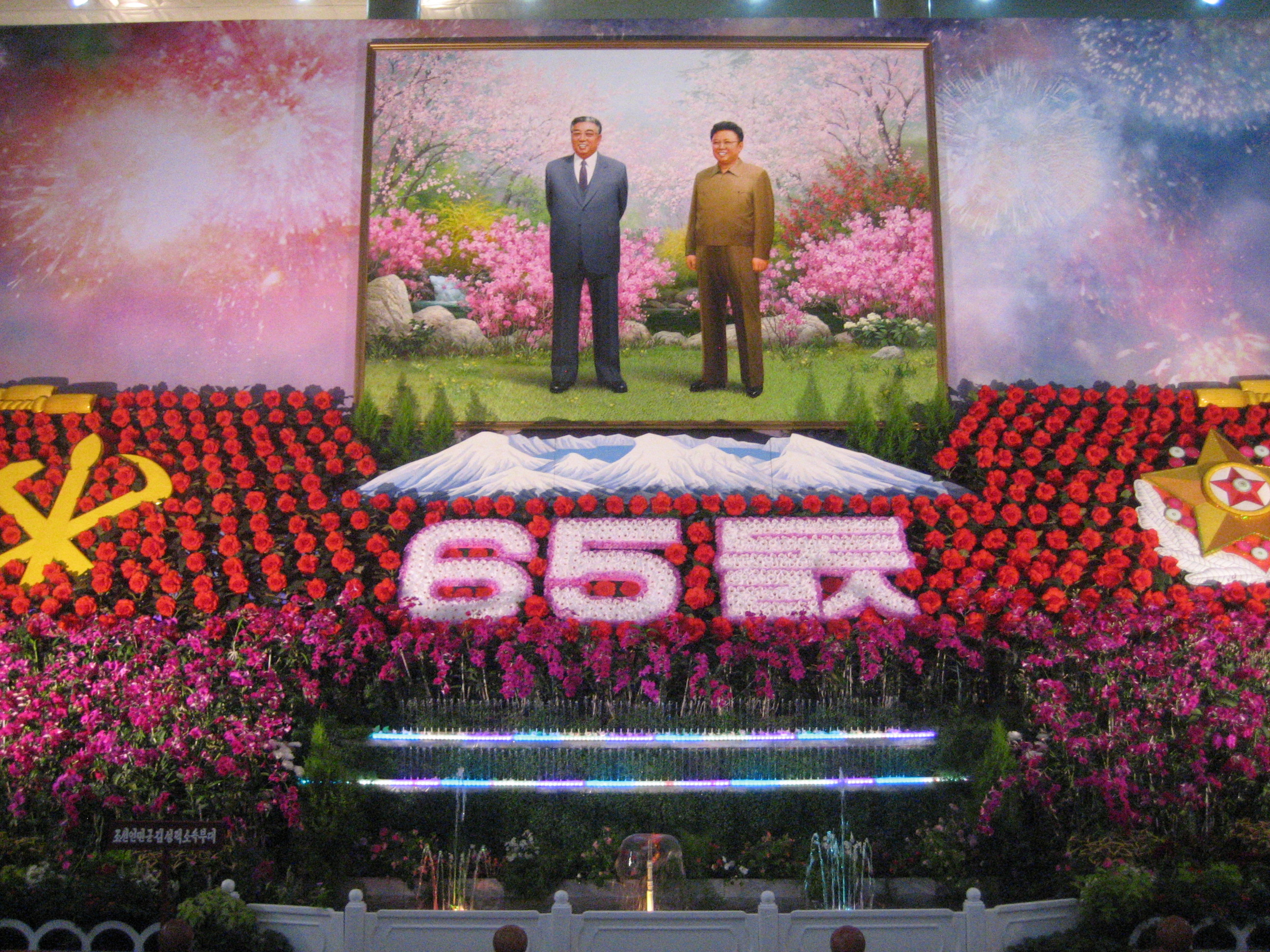
Composició floral de kimilsungia (violaci) i kimjongilies (vermell).
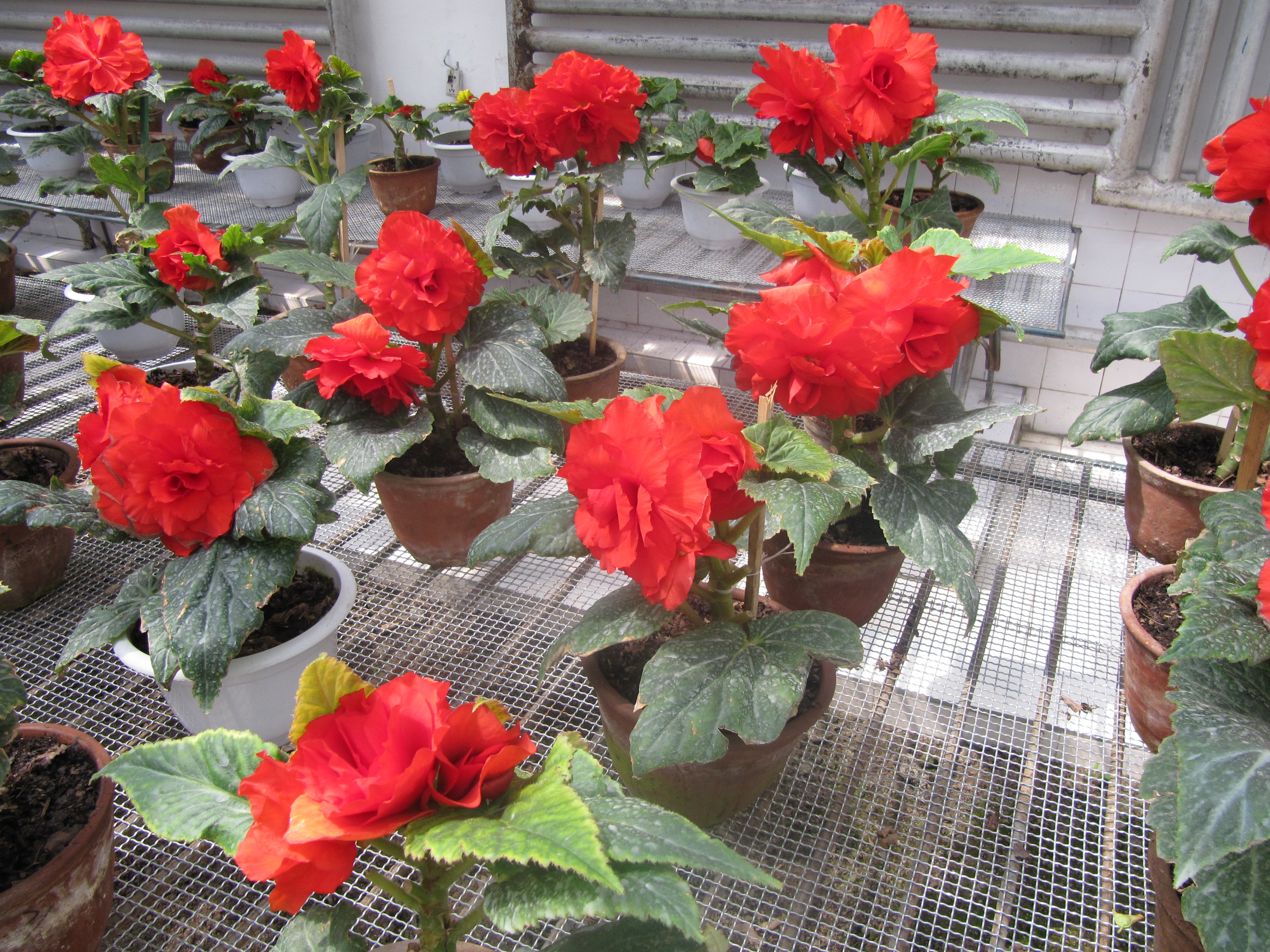
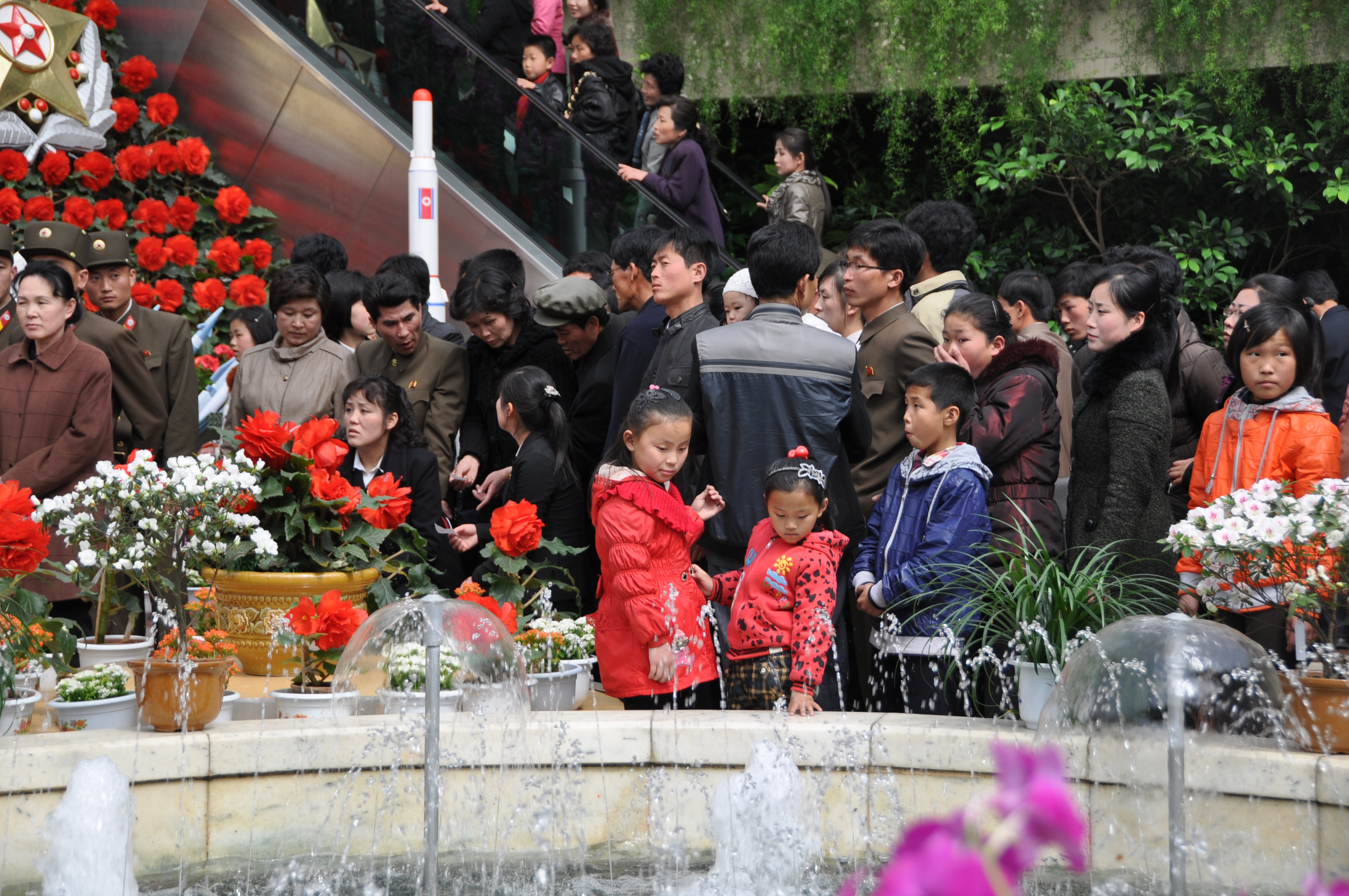
Festival floral kimjongilia.
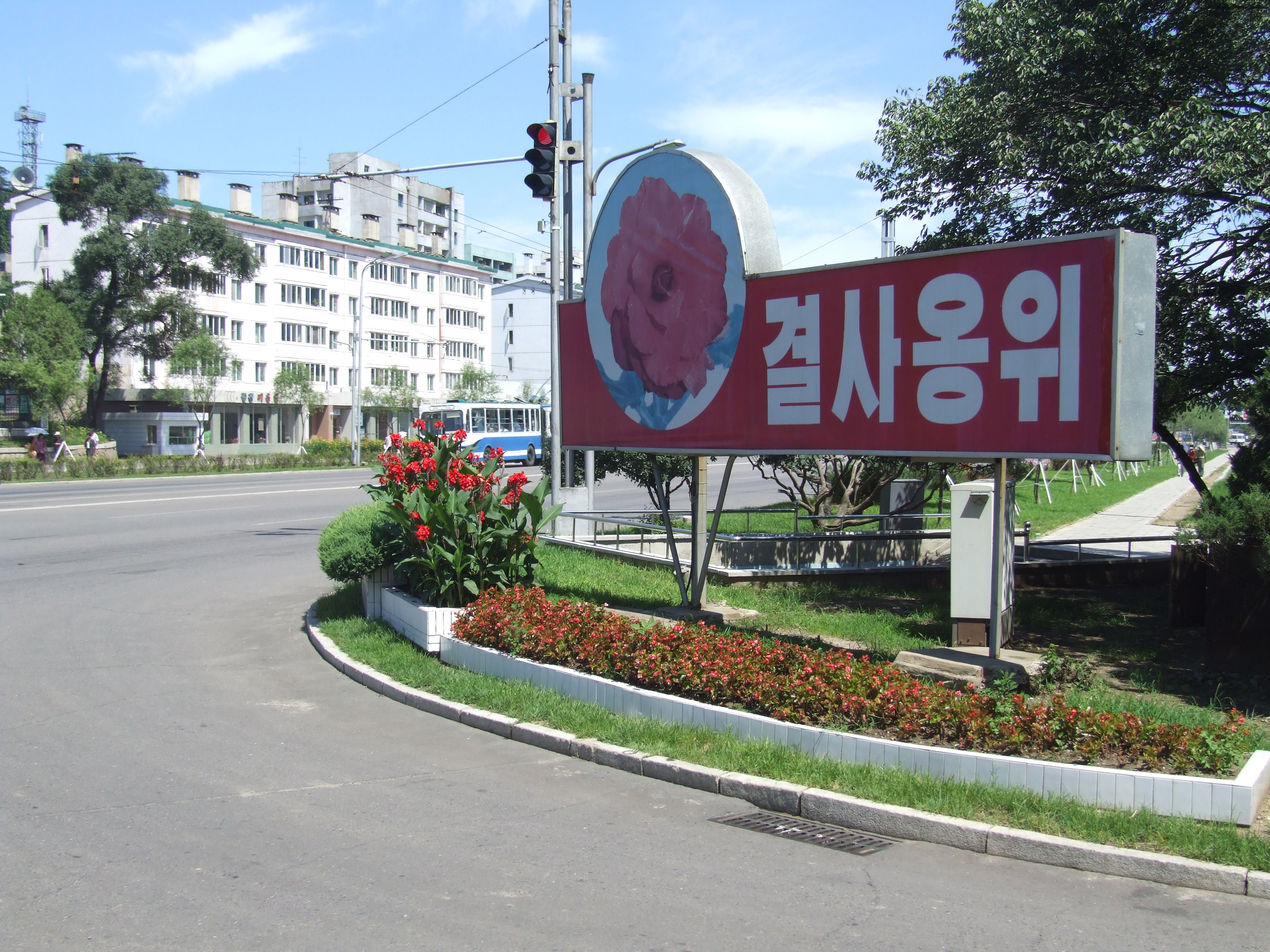
Cartell amb imatge de la flor en un carrer de Pyongyang.